# ملخ‌ها (فیلم)
ملخ‌ها (انگلیسی: The Locusts) فیلمی آمریکایی در سبک درام است که در سال ۱۹۹۷ منتشر شد.

## بازیگران
- کیت کپشا
- جرمی دیویس
- وینس وان
- اشلی جاد
- پل راد
- جسیکا کاپشاو